# Hister coronatus
Hister coronatus är en skalbaggsart som beskrevs av Sylvain Auguste de Marseul 1861. Hister coronatus ingår i släktet Hister och familjen stumpbaggar. Inga underarter finns listade i Catalogue of Life.